# Кременкуль
Креме́нкуль — посёлок в Сосновском районе Челябинской области, центр Кременкульского муниципального образования,

## История
Село основано примерно в 1763 году государственными крестьянами и казаками, после 1800 г. тут поселились отставные солдаты.
Современное местоположение между озёрами Большой Кременкуль и Малый Кременкуль соответствует генеральным планам 1800 и 1887 гг.
В 1929 появился колхоз «Красная звезда».
В 1968 году в состав посёлка включен посёлок Малый Кременкуль.

## География
Расположено в западной части района, на берегу озера Большой Кременкуль (отсюда название). Расстояние до районного центра, посёлка села Долгодеревенское 35 км.

Рядом с Кременкулем проходят автомобильные дороги Челябинск — Кулуево — Яраткулова и западная часть дороги «Обход города Челябинска», соединяющей трассы М5, А310 и Р254. Село связано регулярным автобусным сообщением с областным центром и с ближайшими населёнными пунктами: Большими Харлушами, Кулуево, Малышево.

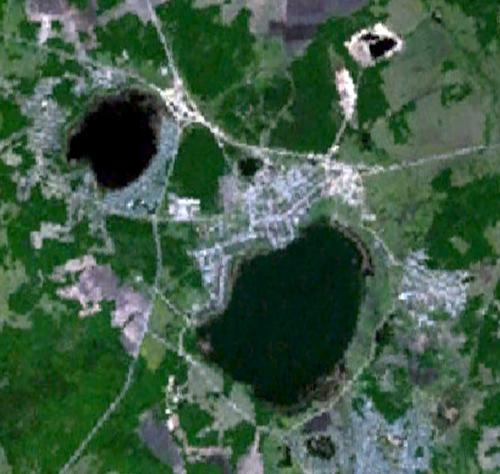
Озёра Малый и Большой Кременкуль, село Кременкуль. Спутниковое фото

## Население
| 2002 | 2010  | 2021  |
| ---- | ----- | ----- |
| 2545 | ↗2984 | ↗3689 |

(в 1900—1148, в 1916—1467, в 1926—1403, в 1983—2403, в 1995—2787)

## Улицы
Всего в селе Кременкуль 92 улицы.

## Инфраструктура
- ФАП
- библиотека
- детский сад
- школа
- СХПК «Митрофановское»
- ДЮСШ
- садовые товарищества